# Albert Helman
Albert Helman, pseudoniem van Lodewijk (Lou) Alphonsus Maria Lichtveld (Paramaribo, 7 november 1903 – Amsterdam, 10 juli 1996), was een Nederlands-Surinaamse schrijver, politicus en verzetsstrijder tijdens de Tweede Wereldoorlog.

Sinds eeuwen zijt gij dieven, men zegt: geoorloofd. Maar weest dan minstens liefdevolle dieven en geen schurken.
— Albert Helman, 1928.

## Levensloop
Lodewijk (Lou) Lichtveld, die later vooral onder zijn pseudoniem Albert Helman bekend zou worden, was afkomstig uit de gekleurde elite van Suriname en was gedeeltelijk van Karibisch indiaanse afkomst. Hij kwam als jongen van twaalf naar Nederland om aan het Limburgse internaat Rolduc van het Klein Seminarie te Roermond de priesteropleiding te gaan volgen, maar hield hier al spoedig mee op en ging teruggekeerd in Suriname een muziekopleiding volgen, waarna hij werkzaam was als organist en componist. In 1922 kwam hij weer naar Nederland, waar hij de kweekschool volgde en daarna musicologie studeerde. Hierna werd hij journalist en muziekrecensent en sloot zich aan bij een groep jonge katholieken rond het tijdschrift De Gemeenschap, waar hij van 1925-1931 redacteur van was. Later zou hij zich echter van de kerk afkeren. Zijn biografie van de peetvader van de 'jong-katholieken', de monnik Pieter van der Meer de Walcheren, vormt enerzijds een verantwoording van de verschillende wegen die zij gingen, maar is tegelijkertijd een getuigenis dat dit vriendschap niet in de weg hoeft te staan. "Vriendschap overbrugde onze verschillen in levensopvatting, of misschien waren deze opvattingen, ontdaan van formuleringen, codes en hun praktische implicaties, in wezen niet eens zo verschillend".
Als auteur debuteerde hij in 1926 met Zuid-Zuid-West, een roman over Suriname en de verwaarlozing en uitbuiting ervan door de Nederlandse kolonisator, gevolgd door een vergelijkbaar boek qua thema, de Stille Plantage. Vele andere romans, essays en gedichten zouden volgen. Ook hield hij zich bezig met film. Zo schreef hij o.a. de muziek voor Regen (1929) van Joris Ivens. In 1932 ging Helman in Spanje wonen. Hij vocht aan republikeinse zijde mee in de Spaanse Burgeroorlog. Voor de kranten NRC en de Groene Amsterdammer schreef hij verslagen over de overlevingsstrijd van de republiek tegen de nationalistische fascisten van generaal Francisco Franco. In 1937 ontvluchtte Helman het land, nadat hij vanwege zijn artikelen zwaar was geïntimideerd. Via Frankrijk bereikte hij Nederland, vanwaar hij naar Mexico vertrok. In 1939 keerde hij terug in Nederland. Hier trok hij zich het lot van de Joodse vluchtelingen aan die vanuit Duitsland naar Nederland kwamen. In opdracht van het Comité voor Bijzondere Joodse Belangen schreef hij het boek Millioenen-leed.
Helman dook aan het begin van de oorlog onder (bij Nico Donkersloot), omdat hij zo bekend was als antifascist dat hij niet langer in het openbaar kon verschijnen. Actief in het verzet vervalste hij persoonsbewijzen, publiceerde verzetsverzen en protesteerde bij rijkscommissaris Seyss-Inquart tegen de oprichting van de zogenaamde Kultuurkamer waar kunstenaars lid van moesten worden. Hij schreef in het illegale blad Vrije Kunstenaar en werd, nadat beeldhouwer en verzetsman Gerrit van der Veen in 1944 opgepakt was, diens opvolger in de redactie. In oorlogstijd gebruikte hij veel pseudoniemen als Joost van den Vondel, Friedrich W. Nietzsche, Hypertonides en Nico Slob. Hij was lid van de Grote Raad van de Illegaliteit en het Noodparlement

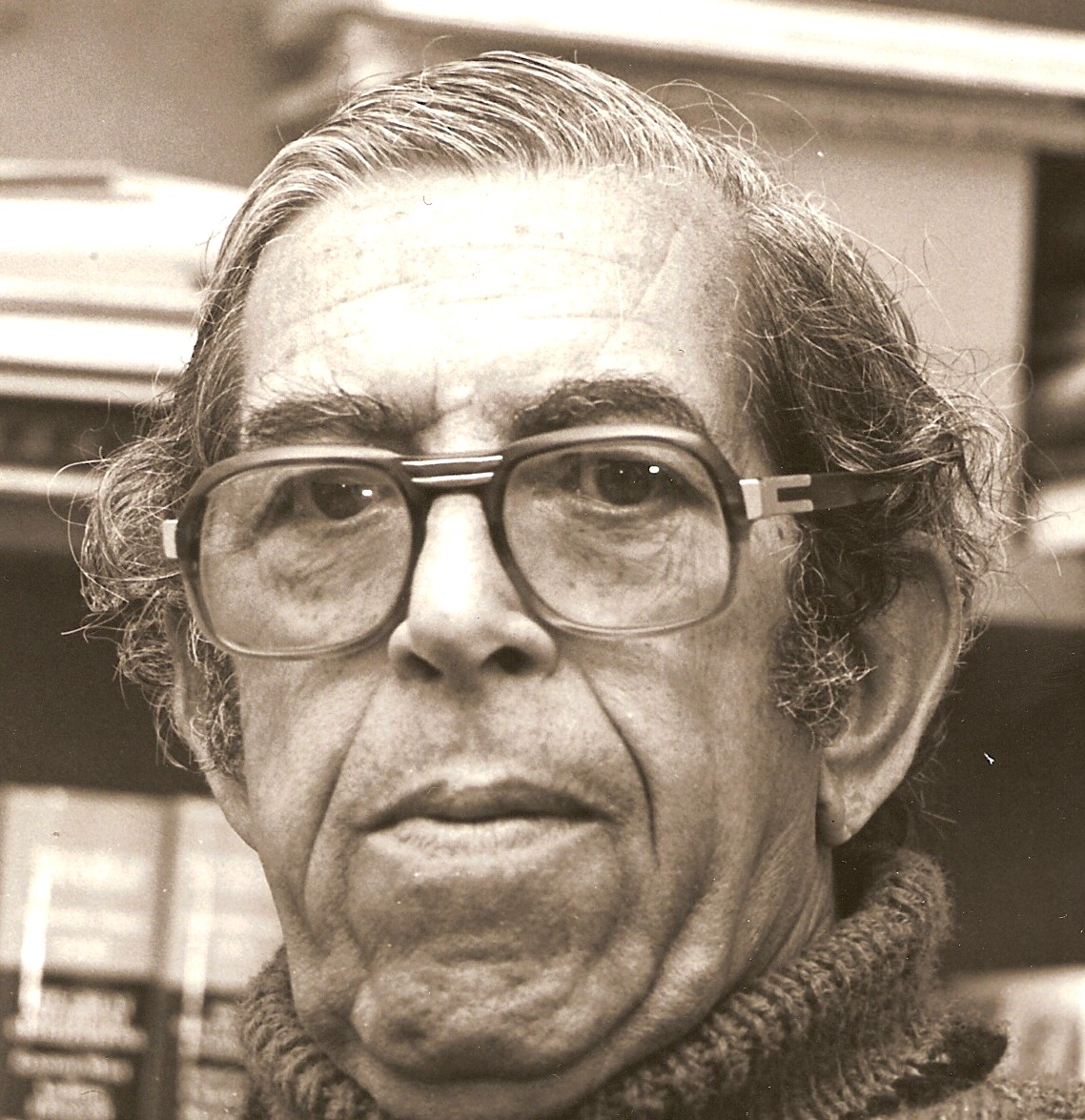
Helman (1980)

In 1949 keerde hij terug naar Suriname waar hij landsminister van Onderwijs en Volksontwikkeling en tevens landsminister van Volksgezondheid werd. In deze tijd raakte hij verzeild in de zogenaamde Hospitaalkwestie, die uiteindelijk in januari 1951 tot zijn politieke val leidde. Later vervulde hij tal van functies, onder meer voorzitter van de Rekenkamer van Suriname en directeur van het Bureau Volkslectuur. In 1961 werd hij als Gevolmachtigd Minister verbonden aan de Nederlandse ambassade in Washington en opgenomen in de delegatie van het Koninkrijk bij de Verenigde Naties, specifiek ter behartiging van de Surinaamse belangen. Na zijn pensionering vestigde hij zich op Tobago, en later in het Italiaanse Airole en ten slotte in Amsterdam-Buitenveldert, alwaar hij op 92-jarige leeftijd overleed. De laatste jaren van zijn leven was hij nagenoeg blind. Hij bleef tot op hoge leeftijd schrijven. In zijn werk neemt het land Suriname een belangrijke plaats in, hoewel hij zich altijd nadrukkelijk als kosmopoliet heeft opgesteld.

## Familie
Lichtveld trouwde op 20 juli 1927 met Leni Mengelberg (1903-1984). Zij kregen drie kinderen: Cecilia (1928-2018), Noni (1929-2017) en Peter Lichtveld (1930-2010). De verhuizing naar Barcelona in 1932 had als voordeel dat het er goedkoper wonen was, want er konden groenten verbouwd worden. Om extra inkomsten te genereren schreven ze onder het gemeenschappelijk pseudoniem Marion Bekker kookboeken. Lichtveld had voor zover bekend twee buitenechtelijke relaties tijdens dit huwelijk, dat in 1937 eindigde in een echtscheiding.
Zijn broer Frans Lichtveld (1907-1991) was ook minister. Zijn zus Agnes Lichtveld (1913-1996) was de moeder van musicus en theatermaker Lodewijk de Boer (1937-2004). Zijn vrouw was een nicht (oomzegger) van de dirigent Willem Mengelberg (1871-1951).

## Werken
- De glorende dag (Amsterdam 1923) [onder de naam: Lodewijk Lichtveld]
- Zuid-zuidwest (Utrecht 1926)
- Van pij en burnous (met Albert Kuyle) (Utrecht 1927)
- Mijn aap schreit (Utrecht 1928)
- Voorjaarsmode [Utrecht, 1928]
- Hart zonder land (Utrecht 1929)
- Serenitas (Utrecht 1930)
- De stille plantage ('s-Gravenhage 1931)
- Overwintering. Spel in drie bedrijven (Rotterdam 1931)[11]
- Op zoek naar de spin (1931) (in: De West-Indische Gids 12, p. 209-230, 305-324) [onder de naam: Lou Lichtveld]
- Wij en de literatuur (Utrecht 1931) [essay]
- Het euvel Gods (Rotterdam 1932)
- De geluidsfilm (Rotterdam 1933) [essay] [onder de naam: Lou Lichtveld]
- Waarom niet (Rotterdam 1933)
- Orkaan bij nacht (Rotterdam 1934)
- De dolle dictator (Rotterdam 1935)
- Aansluiting gemist (Rotterdam 1936)
- Ratten (Rotterdam 1936)
- De kostbare dood, in: De Vrije Bladen 13 (1), p. 1-32 (Hilversum 1936)
- 's Mensen heen- en terugweg (Rotterdam 1937)
- De sfinx van Spanje (Rotterdam 1937) [essay]
- Het vergeten gezicht (Rotterdam 1939)
- Millioenen-leed. De tragedie der Joodse vluchtelingen (Arnhem 1940)
- De rancho der X mysteries (Amsterdam 1941) [Duitse vertaling: Der Rancho der zehn Mysterien, Zürich 1949]
- Put der Zuchten, oude en nieuwe Spaanse dichtkunst (Arnhem en Amsterdam 1941)
- Leef duizend levens. Inleiding tot het lezen van romans (Amsterdam 1941) [essay] [onder de naam: Lou Lichtveld]
- De dierenriem (Amsterdam 1942)
- Sebastiaan (Arnhem 1944)
- Te geef (Amsterdam 1944) [verzen]
- Suriname aan de tweesprong (Amsterdam 1945) [onder de naam: Lou Lichtveld]
- Ontsporing (Amsterdam 1945) [verzen]
- Gerrit-Jan van der Veen. Een doodgewone held (Amsterdam 1946) [essay]
- Teutonenspiegel. Een les in literatuur-geschiedenis (Amsterdam 1946) [essay]
- Kleine Kosmologie (Amsterdam 1947)
- Omnibus (Amsterdam 1947)
- Afdaling in de vulkaan (1949) [Duitse vertaling: Sturz in den Vulkan, Zürich 1953]
- De eeuwige koppelaarster (Amsterdam 1949) [essay]
- Drie liederen (1949) [verzen]
- Geschiedenis en Ontstaan der Foresterie (Paramaribo 1952) [onder de naam: J.B. Tenoten][12]
- De laaiende stilte (Amsterdam 1952) [Duitse vertaling: Glühende Stille Zürich 1955]
- De medeminnaars (Amsterdam 1953)
- Mijn aap lacht (Amsterdam 1953)
- Spokendans (Amsterdam 1954)
- Rondom een Westindisch passiespel (Den Haag/Amsterdam 1956)
- Suriname: Spiegel der vaderlandse kooplieden (Zwolle 1958)
- Onze nationale hoofdstad. Vier eeuwen Paramaribo (Amsterdam 1963)
- Zaken, zending en bezinning (Paramaribo 1968)
- Over 'nationale' letterkunde, in: Sticusa Journaal 4 (5), p. 3-6 (1974)
- Elf facetten van culturele interactie in Suriname (1976) [essay]
- De levensgeschiedenis van Gerrit-Jan van der Veen 1902-1944 (Baarn 1977)
- Facetten van de Surinaamse samenleving (Zutphen 1977)
- Cultureel mozaïek van Suriname (Zutphen 1977)
- Verzamelde gedichten (Brugge 1979)
- Suriname: Spiegel der vaderlandse kooplieden (Den Haag 1980) [2de herziene druk]
- Het eind van de kaart (Amsterdam 1980) [essay]
- Vriend Pieter. Het levensavontuur van Pieter van der Meer de Walcheren [biografie] (Brugge en Nijmegen 1980).
- Semi-finale, verzen ('s-Gravenhage 1982).
- Avonturen aan de Wilde Kust. De geschiedenis van Suriname met zijn buurlanden (Alphen aan den Rijn 1982)
- Gebed voor de ezels en andere gedichten. Met tekeningen van Ton de Laat (Heusden 1982)
- Vertaling van Aphra Behn, Oroenoko, met een nawoord van 104 pagina's over Behns leven en werken (Amsterdam 1983)
- Waar is Vrijdag gebleven? (Zutphen 1983)
- De foltering van Eldorado. Een ecologische geschiedenis van de vijf Guyana's ('s-Gravenhage 1983)
- Uit en thuis. Over reizen en hun gevolgen (Heusden 1984)
- Hoofden van de Oayapok! (Den Haag 1984) [Duitse vertaling: Häuptlinge vom Oayapok!, 1990] [Engelse vertaling Chieftains of the Oayapok!, 1993][13][14]
- Wederkerige portretten. Een alternatieve autobiografie (Zutphen 1985)
- Het vlas en de beuk. Een ware fabel (Zutphen 1986)
- Zusters van liefde (Amsterdam 1988)
- Verdwenen wereld. Verhalen en schetsen uit Suriname (Haarlem 1990)
- Mexico zingt. Een bloemlezing uit de Mexicaanse lyriek sinds de 15de eeuw (Haarlem 1992)
- Peis noch vree (Haarlem 1993)
- De G.G. van Tellus (Haarlem 1994)
- Adyosi/Afscheid (Nijmegen 1994)
- Zomaar wat kinderen (Haarlem 1994)
- Kroniek van Eldorado I. Folteraars over en weer (Amsterdam 1995)
- Kroniek van Eldorado II. Gefolterden zonder verweer (Amsterdam 1995)
- Amor ontdekt Aruba (Schoorl 1999)

## Composities
- oratorium Cancio mistica op een tekst van Johannes van het Kruis (1929)[15]
- Concertino voor piano en orkest (1932)
- Vijf door Lichtveld gecomponeerde canons op teksten van Paul van Ostaijen zijn door Jop Pollmann opgenomen in zijn volksliedbundel Het Lachende Water (Den Haag 1935); een eenstemmig lied 'Dat scoonste kint' kreeg een plaats in de 17e druk van de door Jop Pollmann en Piet Tiggers samengestelde verzameling liederen en canons Nederlands volkslied (Haarlem 1971).

Een gedetailleerde oeuvrecatalogus is te vinden bij Tobias Bröker.

## Prijzen

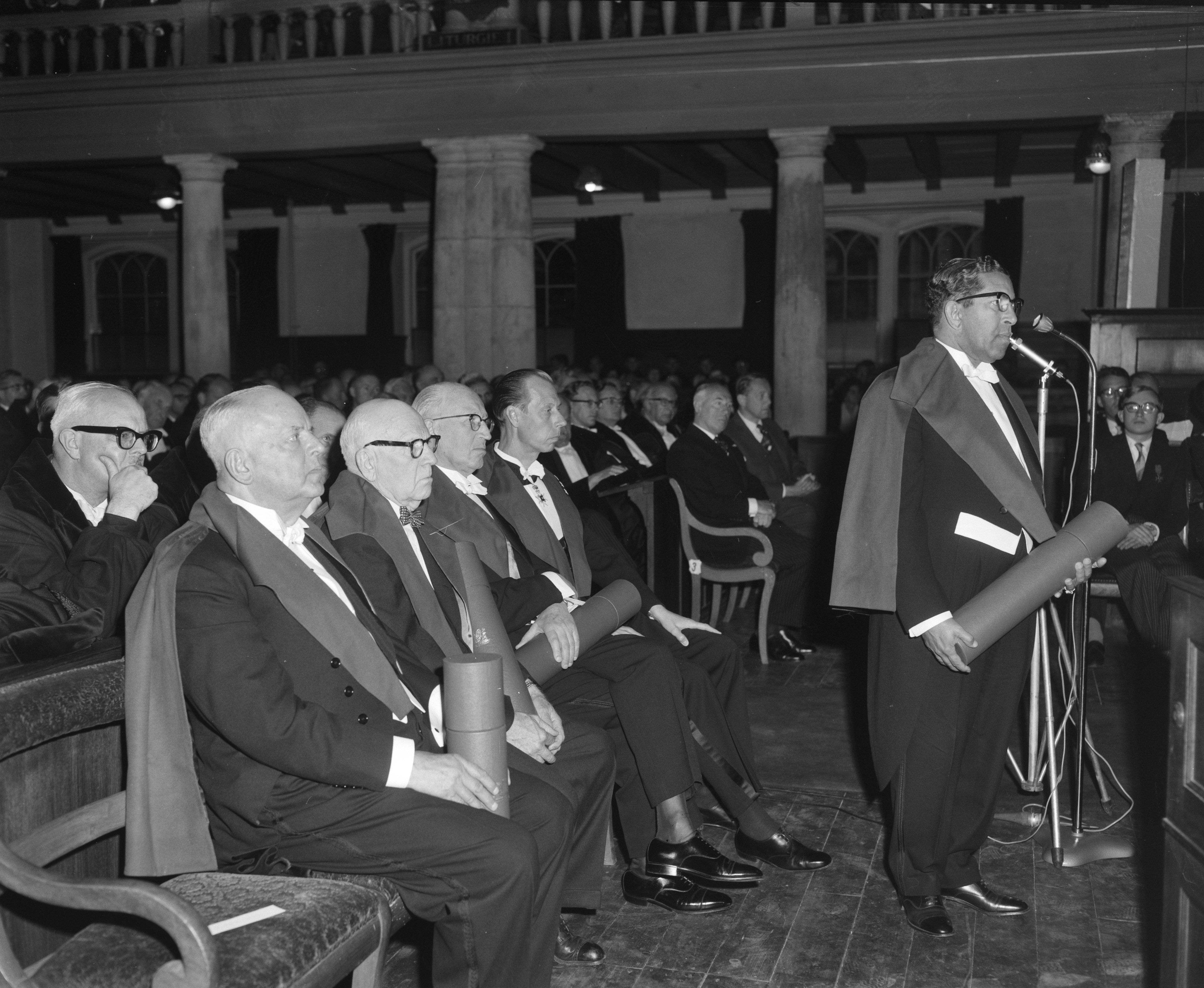
Helman (staand) met het eredoctoraat van de Universiteit van Amsterdam (mei 1962)

- 1953 Vijverbergprijs voor De Laaiende Stilte door de Jan Campert-Stichting.
- 1962 Eredoctoraat in de Linguistiek aan de Universiteit van Amsterdam.

## Over Albert Helman
- Donselaar, Jan van: 'Het prachtige binnenland? - het beruchte oerwoud: Albert Helman over de natuur', in: OSO 1995, 14(1), 53-65.
- Doorne, Kees van: 'Dyeme fu Sranan: Albert Helmans Sranan-poëzie', in: OSO 1995, 14(1): 43-53.
- Echteld, Elisabeth, 'Over de biografie van een belangrijke Nederlandstalige Caribische schrijver uit de twintigste eeuw: Albert Helman (1903-1996).' In: Nicholas Faraclas, Ronald Severing, Christa Weijer, Elisabeth Echteld, Wim Rutgers and Robert Dupey (eds.), Archaeologies of Erasures and Silences: Recovering othered languages, literatures and cultures in the Dutch Caribbean and beyond. Volume 1. Curaçao/Puerto Rico: University of Curaçao, University of Puerto Rico at Río Piedras, 2017, pp.261-268.
- Huygens, G.W.: 'Albert Helman', in: De Nederlandse en Vlaamse auteurs. Van middeleeuwen tot heden met inbegrip van de Friese auteurs. Ed. G. J. van Bork en P. J. Verkruijsse. De Haan, Weesp 1985
- Kempen, Michiel van: 'Albert Helman'. In: Kritisch Lexicon van de Moderne Nederlandstalige Literatuur, afl. 71, november 1988 (met uitvoerige primaire en secundaire bibliografie)
- Kempen, Michiel van: 'De creatieve contestatie van een gladde aap: 'Mijn aap lacht' van Albert Helman', in: OSO 1995, 14(1), 8-22
- Kempen, Michiel van: Kijk vreesloos in de spiegel; Albert Helman 1903-1996; Notities, nota's, noteringen. In de Knipscheer, Haarlem 1998
- Kempen, Michiel van: Een geschiedenis van de Surinaamse literatuur. De Geus, Breda 2003 (2 delen)
- Kempen, Michiel van, Rusteloos en overal; Het leven van Albert Helman. In de Knipscheer, Haarlem 2016. (uitvoerige biografie)
- Lionarons, Wilfred: 'Heimwee en Helman', in: OSO 1995 14(1), 65-71
- Martinus, Frank: Albert Helman, de eenzame jager. Cahier van het Instituut voor de Opleiding van Leraren, Paramaribo 1977
- Tony van Verre ontmoet Albert Helman. Uit het leven van een dwarsliggende indiaan. De Gooise Uitgeverij, Bussum 1980
- Neck Yoder, H. van: 'Colonialism and the Author: Albert Helmans 'Hoofden van de Oayapok!' ', in: OSO 1988, 7(1), 21-30
- Ramsoedh, Hans: 'Albert Helman: Een inleiding', in: OSO 1995, 14(1), 5-8
- Ramsoedh, Hans: 'Helmans politieke kruistochten', in: OSO 1995, 14(1), 22-37
- Ramsoedh, Hans: 'In memoriam Albert Helman', in: OSO 1996, 15(2), 202-205
- Rutgers, G.W.: 'De Indiaan in Albert Helman', in: OSO 1993, 12(2), 161-167
- Scholten, Harry: Aspecten van het tijdschrift De Gemeenschap, Baarn 1978. (Onder meer pag. 260-263)
- Waltmans, Henk: 'Over Albert Helman als katholieke jongere', in: OSO 1998, 17(2), 169-180